# Steyr IWS 2000
Das Steyr IWS 2000 (kurz für Infantry Weapon System 2000) ist der Prototyp eines Anti-materiel rifles der Firma Steyr Mannlicher.

## Geschichte
Gegen Ende der 1980er-Jahre kamen bei Steyr-Mannlicher in Österreich Überlegungen zu einer neuartigen Waffe auf, die einzelnen Soldaten die Möglichkeit bieten sollte, leicht- und ungepanzerte Fahrzeuge sowie Radaranlagen oder Hubschrauber bekämpfen zu können. Da in den USA die Bedeutung von Scharfschützenwaffen im Kaliber 12,7 × 99 mm NATO immer größer wurde und aufgrund der Tatsache, dass herkömmliche Gewehre oder Maschinengewehre die meisten gepanzerten Ziele nicht ausreichend erfolgreich bekämpfen konnten, begann bei Steyr die Entwicklung eines eigenen großkalibrigen Scharfschützengewehres. Zu diesem Zweck wurde eine neuartige Munition im Kaliber 14,5 × 207 mm entwickelt. Die Besonderheit dieser Patrone besteht darin, dass es sich um ein APFSDS-Geschoss handelt. Das IWS 2000 war somit auch die erste Langwaffe, die diese Munition verwendete. Bei Tests erwies sich das Gewehr als für die vorgesehene Aufgabe geeignet. Es wurde eine Durchschlagskraft von 40 mm Stahl auf 1000 m erreicht. Es folgten Abänderungen an Gewehr und Munition. Das Kaliber wurde auf 15,2 × 169 mm vergrößert. Die Entwicklung befasste sich hauptsächlich mit der Verringerung des Gewichts sowie der Konstruktion eines fünfschüssigen halbautomatischen Prototyps. Mögliche Entwicklungen könnten eine vollautomatische Variante mit niedriger Kadenz sowie die Verwendung eines gezogenen Laufs zur Erprobung anderer Munitionsarten beinhalten.

## Munition
Das zuerst verwendete Kaliber 14,5 × 207 mm wurde bei späteren Verbesserungen am Gewehr auf 15,2 × 169 mm vergrößert. Das Geschossgewicht liegt bei 35 g und beinhaltet einen 20-g-Wolfram-Penetrator. Die Patronenhülse besteht teilweise aus Kunststoff. Auf 2000 m ist die Bekämpfung von weichen Zielen wie LKWs oder Geländewagen möglich.